# Andreas Kliemt
Andreas Kliemt (* 13. Januar 1964) ist ein ehemaliger deutscher Fußballspieler.

## Karriere
Kliemt spielte in der Saison 1982/83 für die SG Union Solingen in der 2. Fußball-Bundesliga. Er kam in den ersten sechs Spielen zu fünf Einsätzen und wurde jeweils in der zweiten Halbzeit von Trainer Lothar Kleim eingewechselt. Anschließend wurde er nicht mehr berücksichtigt. Danach wechselte er zu Bayer 05 Uerdingen, die in der Vorsaison den Aufstieg in die Bundesliga schafften. Er absolvierte zwei Spiele und belegte mit dem Team Platz zehn in der Abschlusstabelle.